# The Velvet Underground & Nico
The Velvet Underground & Nico é o álbum de estreia da banda norte-americana de rock The Velvet Underground e da cantora alemã Nico, lançado em 12 de março de 1967 pela Verve Records.
Foi gravado em 1966, enquanto a banda participava da turnê experimental de Andy Warhol, "Exploding Plastic Inevitable". O álbum apresenta uma forte performance experimental e tópicos líricos controversos, incluindo abuso de drogas, prostituição, sadomasoquismo e desvio sexual. Sua venda foi baixa e foi praticamente ignorado pelos críticos da época, porém depois se tornou um dos álbuns mais influentes da história do rock e da música pop.
Descrito como "o embrionário álbum do art rock", serviu como uma grande influência em muitos subgêneros do rock e da música alternativa em geral, incluindo o punk rock, rock de garagem, krautrock, pós-punk, shoegaze, gótico e indie. Em 1982, o músico Brian Eno afirmou que enquanto o álbum vendeu aproximadamente trinta mil cópias em seus primeiros cinco anos, todos que compraram uma dessas trinta mil cópias começaram uma banda. Em 2003, ficou na 13º posição na lista da Rolling Stone dos "500 Maiores Álbuns de Todos os Tempos", e em 2006, foi introduzido no Registro Nacional de Gravações pela Biblioteca do Congresso.

## Gravação e produção

### Histórico de gravação
The Velvet Underground & Nico foi gravado com a primeira formação profissional do grupo: Lou Reed, John Cale, Sterling Morrison e Maureen Tucker. Por recomendação de seu empresário Andy Warhol, e seu colaborador Paul Morrissey, a cantora alemã Nico foi apresentada; ela tinha ocasionalmente realizado vocais para a banda. Ela faria o vocal principal em três das onze faixas do álbum – "Femme Fatale", "All Tomorrow's Parties" e "I'll Be Your Mirror" – e faria vocais de apoio em "Sunday Morning". Em 1966, enquanto o álbum estava sendo gravado, este também foi o line-up dos shows da turnê experimental "Exploding Plastic Inevitable" de Warhol.
A maior parte das canções que entrariam no álbum foram gravadas em meados de abril de 1966, durante um período de quatro dias no Scepter Studios, um decadente estúdio de gravação em Manhattan. Esta sessão de gravação foi financiada por Andy e pelo executivo de vendas da Columbia Records, Norman Dolph, que também atuou como engenheiro de som com John Licata. Embora o custo total exato do projeto seja desconhecido, as estimativas variam de US$1.500 a US$3.000.
Logo após a gravação, Dolph enviou um disco de acetato das gravações para a Columbia na tentativa de interessá-los na distribuição do álbum, mas eles recusaram, assim como a Atlantic Records e a Elektra Records – de acordo com Sterling Morrison, a primeira se opôs às referências a drogas em canções de Reed, enquanto a segunda não gostava da viola de Cale. Finalmente, a Verve Records, de propriedade da MGM Records, aceitou as gravações, com a ajuda do produtor da Verve, Tom Wilson.
Um mês depois, em maio de 1966, com o apoio da gravadora, três canções, "I'm Waiting for the Man", "Venus in Furs" e "Heroin", foram regravadas no TTG Studios durante um tempo em Hollywood. Quando a data de lançamento do disco foi adiada, Wilson trouxe a banda para o Mayfair Studios em Manhattan em novembro de 1966, para adicionar uma canção final à lista de faixas: o single "Sunday Morning".

### Produção

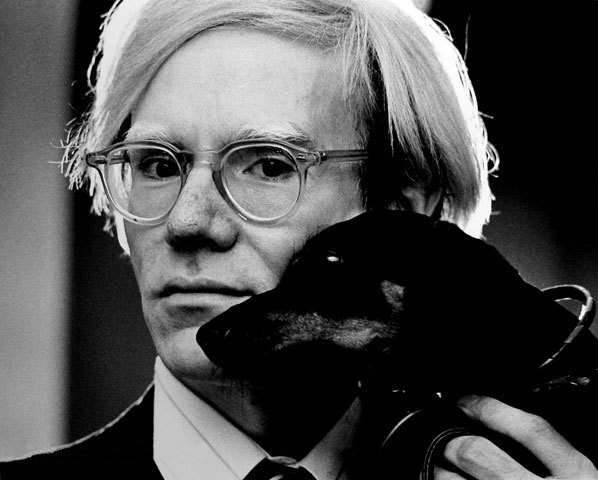
O artista Andy Warhol desenhou a capa do álbum e teve um papel importante em sua produção.

Embora Andy Warhol seja o único produtor formalmente creditado, ele teve pouca influência direta além de pagar pelas sessões de gravação. Vários outros que trabalharam no álbum são frequentemente mencionados como produtores técnicos.
Norman Dolph e John Licata são algumas vezes atribuídos à produção das sessões no Scepter Studios, já que eles foram responsáveis pela gravação e engenharia, embora nenhum deles seja creditado. Dolph disse que John Cale era o produtor criativo, já ele lidava com a maioria dos arranjos. No entanto, Cale lembrou que Tom Wilson produziu quase todas as faixas e disse que Warhol "não fez nada". Lou Reed também disse que o "verdadeiro produtor" do álbum foi Wilson. Reed alegou que foi a MGM que decidiu trazer Wilson, e creditou a ele a produção de faixas como "Sunday Morning": "Andy absorveu todas as críticas. Então a MGM disse que queria trazer um produtor de verdade, Tom Wilson. Você tem 'Sunday Morning', com todos aqueles overdubs – a viola no fundo, Nico cantando. Mas ele não podia desfazer o que já havia sido feito."
No entanto, Sterling Morrison e Reed citaram a falta de manipulação de Warhol como um método legítimo de produção. Morrison descreveu Warhol como o produtor "no sentido de produzir um filme".
| “          | Ele apenas tornou possível para nós sermos nós mesmos e seguirmos em frente porque 'ele era Andy Warhol'. De certa forma, ele realmente produziu, porque ele era esse guarda-chuva que absorvia todos os ataques quando não éramos grandes o suficiente para ser atacados (...) e como consequência de ele ser o produtor, nós apenas entrávamos e fazíamos o que sempre fizemos e ninguém iria parar porque Andy era o produtor. Claro que ele não sabia nada sobre produção de discos, mas não precisava. Ele apenas sentou lá e disse "Ah, isso é fantástico", e o engenheiro diria: "Ah, sim! É fantástico, não é?" | ” |
| — Lou Reed | |   |

## Música e letras

### Temas
O álbum foi notável por suas descrições abertas de tópicos como abuso de drogas, prostituição, sadomasoquismo e desvio sexual. "I'm Waiting for the Man" descreve os esforços de um homem para obter heroína, enquanto "Venus in Furs" é uma interpretação quase literal do romance BDSM de mesmo nome. "Heroin" detalha o uso da droga por um indivíduo e a experiência de sentir seus efeitos.
Lou Reed, que escreveu a maioria das letras do álbum, nunca teve a intenção de escrever sobre esses tópicos para chocar. Reed, fã de poetas e autores como Raymond Chandler, William S. Burroughs e Hubert Selby Jr., não via razão que o conteúdo de suas obras não pudesse traduzir bem o rock and roll. Reed disse em uma entrevista que ele achava que juntar os dois era "óbvio". "Esse é o tipo de coisa que você pode ler. Por que você não ouve? Você se diverte lendo isso, e tem a diversão do rock em cima disso."
Embora o tema sombrio do álbum seja hoje considerado revolucionário, várias das músicas do álbum são centradas em temas mais típicos da música popular. Certas músicas foram escritas por Reed em vivências diárias. "Femme Fatale" em particular foi escrita sobre Edie Sedgwick a pedido de Warhol. "I'll Be Your Mirror", inspirada em Nico, é uma música terna e afetuosa; em contraste com uma música como "Heroin". Um equívoco comum é que "All Tomorrow's Parties" foi escrito por Reed a pedido de Warhol (como declarado na biografia Up-Tight: The Velvet Underground Story). Embora a música pareça ser sobre as experiências dos frequentadores da Factory, Reed escreveu a canção antes de conhecer Warhol, tendo gravado uma demo em julho de 1965. Esta versão primária da faixa tinha sons de música folclórica, possivelmente inspirados por Bob Dylan.

### Instrumentação e performance
Musicalmente, o álbum tem sido geralmente descrito pelos escritores como art rock, rock experimental, proto-punk, rock psicodélico e avant-pop. Muito do som do álbum foi concebido por John Cale, que destacou as qualidades experimentais da banda. Ele foi muito influenciado por seu trabalho com John Cage e o movimento Fluxus, e encorajou o uso de formas alternativas de produzir som na música. Cale achava que sua sensibilidade combinava bem com a de Reed, que já estava experimentando afinações alternativas. Por exemplo, Reed "inventou" a afinação da "ostrich guitar" para uma música que ele escreveu chamada "The Ostrich" para a banda The Primitives. A afinação da "guitarra avestruz" consiste em todas as cordas sendo afinadas na mesma nota. Este método foi utilizado nas músicas de "Venus in Furs" e "All Tomorrow's Parties". Muitas vezes, as guitarras também eram afinadas uma oitava inteira, o que produzia um som mais baixo e mais cheio.
A viola de Cale foi usada em várias canções do álbum, notoriamente em "Venus in Furs" e "Black Angel's Death Song". A técnica da viola de Cale geralmente envolvia pedais, desafinação e distorção. De acordo com Robert Christgau, o pedal não apenas sustenta o sadomasoquismo em "Venus in Furs", mas também "identifica e unifica o (álbum) musicalmente". Das performances vocais, ele acreditava que "a sexualidade contida de Nico" complementava "o desapaixonado abandono vocal de Reed". Em 1966, Richard Goldstein descreveu o vocal de Nico como "algo como um violoncelo se levantando de manhã".

## Capa
The Velvet Underground & Nico é geralmente chamado de "disco ou álbum da banana", reconhecível por apresentar um desenho de uma banana feita por Andy Warhol. As primeiras cópias do álbum convidavam o ouvinte a "descascar lentamente e ver" ("peel slowly and see"), e descascar a casca da banana revelava uma banana cor de carne por baixo. Uma máquina especial foi necessária para fabricar essas capas (uma das causas do atraso no lançamento do álbum), porém a MGM pagou pelos custos imaginando que qualquer vínculo com Warhol aumentaria as vendas do álbum.
A maioria dos relançamentos em vinil do álbum não apresentam o adesivo removível; cópias originais do álbum com este adesivo agora são itens raros de colecionador. Um relançamento japonês em vinil no início da década de 1980 foi a única versão a incluir o adesivo de banana por muitos anos. No relançamento em Compact Disc de 1996, a imagem da banana está na capa enquanto a imagem da banana descascada está na parte interna da caixa, abaixo do próprio CD. O álbum foi reimpresso em vinil em 2008, com o adesivo da banana.

## Lançamento
Após o lançamento, o álbum foi em grande parte mal sucedido e um fracasso financeiro. O conteúdo controverso do álbum levou à sua proibição quase instantânea em várias lojas de discos, muitas estações de rádio se recusaram a tocá-lo e as revistas se recusaram a publicar anúncios para ele. Sua falta de sucesso também pode ser atribuída à atuação da Verve, que não conseguiu promover ou distribuir o álbum com nada além de atenção modesta. No entanto, Richie Unterberger, um revisor do AllMusic, também observa que:
| “ | (...) a música era simplesmente ousada demais para caber no rádio comercial; a rádio de rock "underground" mal estava começando neste momento, e em qualquer caso pode muito bem ter esquecido o disco em um momento em que a música psicodélica estava se aproximando de seu auge. | ” |

O disco entrou pela primeira vez nas paradas de álbuns da Billboard em maio de 1967, no número 199, deixando-as em junho do mesmo ano, no número 195. Voltaria a entrar nas paradas em novembro, no número 182, atingindo o número 171 em  dezembro e novamente as deixando em janeiro de 1968, no número 193.
O músico Brian Eno afirmou em 1982 que, embora o álbum tenha vendido apenas aproximadamente trinta mil cópias em seus primeiros cinco anos, todos que compraram uma dessas trinta mil cópias começaram uma banda. Os escritores costumam usar essa citação como um número definitivo de quantas cópias foram vendidas nos primeiros anos. Embora de fato tenha vendido menos do que Warhol e a banda esperavam, de acordo com uma declaração de royalties, 58.476 cópias do álbum foram vendidas até fevereiro de 1969 – um número decente para um LP do final da década de 1960.

## Recepção crítica

### Avaliações contemporâneas
Uma crítica da Billboard publicada antes do lançamento do álbum elogiou os vocais "assombrosos" de Nico e as letras "poderosas" da banda". Vibrations, uma pequena revista de música rock, deu ao álbum uma crítica principalmente positiva em sua segunda edição, descrevendo a música como "um ataque completo aos ouvidos e ao cérebro" enquanto observava as letras obscuras. Wayne Harada do Honolulu Advertiser e Dave Donelly do Honolulu Star-Bulletin ambos elogiaram a capa do álbum; o primeiro chamando-a de "a capa mais selvagem" de qualquer álbum até aquele momento e o último chamando-a de "conversation piece". Harada escreveu: "'Sunday Morning' tem um som de sucesso psicodélico definido. 'Run Run Run' ainda é outra joia ganhando terreno". Donelly chamou o álbum de "não comercial com um 'C' maíusculo, mas uma experiência em som." Um revisor anônimo no American Record Guide elogiou as letras de Lou Reed como "penetrantemente contemporâneas", comparando-as com o trabalho de Bob Dylan enquanto chamava Reed com base no disco de "um importante novo talento (para mim)".
Enquanto isso, Richard Goldstein, do Village Voice, foi mais reservado em seus elogios. Goldstein chamou "There She Goes Again" de uma elevação "descarada" da versão dos Rolling Stones de "Hitch Hike". No entanto, ele finalmente escreveu que "(os 'Velvets') são um grupo importante e este álbum tem um grande trabalho (dentro)", destacando "I'm Waiting for the Man", "Venus in Furs", "Femme Fatale" e "Heroin". Sobre "Heroin" , Goldstein escreveu:
| “ | (É) mais compactado, mais contido do que nas apresentações ao vivo que eu já vi. Mas também é mais um trabalho realizado. O tempo flutua descontroladamente e finalmente se rompe em uma série de guinchos absolutamente aterrorizantes, como o estertor de um violino sufocante. ('Heroin') são sete minutos de um genuíno rock 'n' roll de 12 tons. | ” |

O escritor do Tampa Tribune, Vance Johnston, descartou o álbum como uma coleção de "vários sons confusos (...) mais deprimente e qualquer que seja a mensagem que eu não consegui receber", mas escreveu que os aficionados de Warhol o declarariam seu melhor trabalho "de qualquer forma". Don Lass, do Asbury Park Evening Press, foi igualmente desdenhoso, achando a música "tão sem vida e inanimada quanto a casca de banana, perdendo a diversão genuína que boas interpretações de grandes batidas podem oferecer."

### Avaliações retrospectivas
Uma década após seu lançamento, The Velvet Underground & Nico começou a atrair muitos elogios dos críticos de rock. Robert Christgau escreveu em sua revisão de 1977 que o disco tinha sido difícil de entender dez anos antes, "e provavelmente é por isso que as pessoas ainda estão aprendendo com ele. Parece intermitentemente bruto, fino e pretensioso no início, mas nunca para cada vez melhor." Mais tarde, ele incluiu-o em sua lista de gravações dos anos 1950 e 1960, publicadas no Christgau's Record Guide: Rock Albums of the Seventies, de 1981.
Em The Encyclopedia of Popular Music, de 1998, Colin Larkin a chamou de uma "coleção poderosa" que "introduziu as paixões decididamente urbanas de Reed, um fascínio pela cultura de rua e amoralidade beirando o voyeurismo". Em abril de 2003, a Spin liderou sua lista de "Top Fifteen Most Influential Albums of All Time" com o álbum. Em novembro de 2000, a NPR o incluiu em sua série das "mais importantes obras musicais norte-americanas do século XX". Em 2003, a Rolling Stone o colocou no número 13 em sua lista dos "500 Maiores Álbuns de Todos os Tempos", mantendo a classificação em uma revisão de 2012, chamando-o de "álbum de rock mais profético já feito". Ele foi reclassificado no número 23 em uma revisão de 2020.
Em 1997, The Velvet Underground & Nico foi nomeado o 22º maior álbum de todos os tempos na pesquisa "Música do Milênio" realizada no Reino Unido pelo HMV Group, Channel 4, The Guardian e Classic FM. Em 2006, os leitores da revista Q votaram em 42º lugar na pesquisa "2006 Q Magazine Readers' 100 Greatest Albums Ever", enquanto o Observer o colocou no número 1 em uma lista "50 Albums That Changed Music" em julho daquele ano. Também em 2006, o álbum foi escolhido pela revista Time como um dos 100 melhores álbuns de todos os tempos. Em 2017, Pitchfork colocou o álbum no número 1 em sua lista de "Os 200 Melhores Álbuns da Década de 1960". Foi votado o número 13 na 3ª edição dos "1000 Melhores Álbuns de Todos os Tempos" de Colin Larkin, em 2000.

## Decorrentes
Frustrado com o atraso de um ano e o lançamento malsucedido do álbum, o relacionamento de Lou Reed com Andy Warhol ficou tenso. Reed demitiu Warhol como empresário em favor de Steve Sesnick, que convenceu o grupo a seguir uma direção mais comercial. Nico foi forçada a sair do grupo e começou uma carreira como artista solo. Seu primeiro álbum solo, Chelsea Girl, foi lançado em outubro de 1967, apresentando algumas canções escritas por membros do Velvet Underground.

## Relançamentos

### Compact Disc
A primeira edição em Compact Disc do álbum foi lançada em 1986 e contou com pequenas mudanças. O título do álbum foi destaque na capa, ao contrário do lançamento do LP original. Além disso, o álbum continha uma mixagem alternativa de "All Tomorrow's Parties", que apresentava uma única linha de vocal principal em oposição à versão do LP original que a apresentava dobrada. O relançamento subsequente de 1996 removeu essas alterações, mantendo a arte do álbum original e a mixagem dupla dos vocais de "All Tomorrow's Parties" encontradas no LP.

### Box Set Peel Slowly and See
Parte do material inédito do álbum foi lançado em sua totalidade no box set Peel Slowly and See, em 1995. O álbum é apresentado no segundo disco junto com a versão de "All Tomorrow's Parties" lançada em single, duas faixas do álbum Chelsea Girl de Nico e um trecho editado de uma performance de 45 minutos, intitulada "Melody Laughter". Também incluído no conjunto estão as demos de 1965 da banda. Entre essas demos estão as primeiras versões de "Venus in Furs", "Heroin", "I'm Waiting for the Man" e "All Tomorrow's Parties".

### Deluxe Version
Em 2002, a Universal Music Group lançou uma versão deluxe, com dois discos contendo a versão estereofônica do álbum junto com as cinco faixas de Chelsea Girl escritas por membros da banda no disco um, e a versão monofônica do álbum junto com as mixagens dos singles monofônicos de "All Tomorrow's Parties" e "Sunday Morning", e seus lados B "I'll Be Your Mirror" e "Femme Fatale" no disco dois. Uma demo inédita chamada "Miss Joanie Lee" havia sido planejada para inclusão na época, sendo incluída depois no relançamento subsequente: 45th Anniversary Super Deluxe Edition.
Faixas de Chelsea Girl do disco um
1. "Littler Sister" (Cale, Reed) – 4:27
2. "Winter Song" (Cale) – 3:23
3. "It Was a Pleasure Then" (Reed, Cale, Nico) – 8:09
4. "Chelsea Girls" (Reed, Morrison) – 7:29
5. "Wrap Your Troubles in Dreams" (Reed) – 5:09

Versões single do disco dois
1. "All Tomorrow's Parties" – 2:53
2. "I'll Be Your Mirror" – 2:18
3. "Sunday Morning" – 3:00
4. "Femme Fatale" – 2:38

### 45th Anniversary Super Deluxe Edition
Em 1º de outubro de 2012, a UMG lançou um conjunto de 6 CDs do álbum. Ele apresenta as mixagens monofônica e estereofônica anteriormente disponíveis como discos um e dois, respectivamente. O disco um contém versões alternativas de "All Tomorrow's Parties", "European Son", "Heroin" e "I'll Be Your Mirror". O disco dois contém as mesmas faixas bônus do segundo disco da versão deluxe anterior. O disco três é o Chelsea Girl de Nico em sua totalidade e o acetato das gravações no Scepter Studios ocupando o disco quatro. Os discos cinco e seis contém uma performance inédita de 1966. De acordo com o crítico e historiador Richie Unterberger, este show é o único áudio com qualidade considerável durante o período de Nico na banda. O autor também esclarece que a ausência de qualquer material gravado por vídeo se deve ao fato de que nenhum dos shows da banda foi filmado, apesar da forte dependência de recursos visuais multimídia durante as apresentações.
Disco cinco: Valleydale Ballroom, Ohio, 4 de novembro de 1966 (Parte um)
1. "Melody Laughter" (Jam) – 28:26
2. "Femme Fatale" – 2:37
3. "Venus in Furs" – 4:45
4. "The Black Angel's Death Song – 4:45
5. "All Tomorrow's Parties" – 5:03

Disco seis: Valleydale Ballroom, Ohio, 4 de novembro de 1966 (Parte dois)
1. "I'm Waiting for the Man" – 4:50
2. "Heroin" – 6:42
3. "Run Run Run" – 8:43
4. "The Nothing Song (Jam) – 27:56

#### Disco de acetato do Scepter Studios
A gravação original do acetato de Norman Dolph contém várias gravações que chegariam ao álbum final, embora muitas sejam mixagens diferentes dessas gravações e três sejam tomadas inteiramente diferentes. O acetato foi cortado em abril de 1966, logo após as sessões de gravação. Embora dez músicas tenham sido gravadas durante as sessões no Scepter, apenas nove aparecem no corte de acetato. Dolph lembra que "There She Goes Again" é a canção que faltava. Em 2012, o acetato foi lançado oficialmente no disco quatro do box set 45th Anniversary Super Deluxe Edition. O disco também inclui seis faixas bônus inéditas, gravadas durante os ensaios da banda no Factory.
Disco quatro – Acetato original
1. "European Son" (Versão alternativa) – 9:02
2. "The Black Angel's Death Song" (Mixagem alternativa) – 3:16
3. "All Tomorrow's Parties" (Versão alternativa) – 5:53
4. "I'll Be Your Mirror" (Mixagem alternativa) – 2:11
5. "Heroin" (Versão alternativa) – 6:16
6. "Femme Fatale" (Mixagem alternativa) – 2:36
7. "Venus in Furs" (Versão alternativa) – 4:29
8. "I'm Waiting for the Man" (Versão alternativa) – 4:10
9. "Run Run Run" (Mixagem alternativa) – 4:23

Disco quatro – Ensaios no Factory
1. "Walk Alone" – 3:27
2. "Crackin' Up / Venus in Furs" – 3:52
3. "Miss Joanie Lee" – 11:49
4. "Heroin" – 6:14
5. "There She Goes Again" (com Nico) – 2:09
6. "There She Goes Again" – 2:56

## Faixas
Todas as faixas escritas e compostas por Lou Reed, exceto as indicadas. 
| Lado um |                           |         |  |
| N.º     | Título                    | Duração |  |
| 1.      | "Sunday Morning"          | 2:56    |  |
| 2.      | "I'm Waiting for the Man" | 4:39    |  |
| 3.      | "Femme Fatale"            | 2:38    |  |
| 4.      | "Venus in Furs"           | 5:12    |  |
| 5.      | "Run Run Run"             | 4:22    |  |
| 6.      | "All Tomorrow's Parties"  | 6:00    |  |

| Lado dois |                                |         |  |
| N.º       | Título                         | Duração |  |
| 1.        | "Heroin"                       | 7:12    |  |
| 2.        | "There She Goes Again"         | 2:41    |  |
| 3.        | "I'll Be Your Mirror"          | 2:14    |  |
| 4.        | "The Black Angel's Death Song" | 3:11    |  |
| 5.        | "European Son"                 | 7:46    |  |

## Ficha técnica
The Velvet Underground
- Lou Reed – vocais principais e guitarra elétrica
- John Cale – viola elétrica, piano, celesta
- Sterling Morrison – guitarra elétrica, baixo elétrico e vocais de apoio
- Maureen Tucker – percussão

Músicos adicionais
- Nico – vocais principais e vocais de apoio

Produção
- Andy Warhol – produtor
- Tom Wilson – produtor
- Norman Dolph – engenheiro de som
- John Licata – engenheiro de som

## Paradas
| Paradas (1967–2014)            | Melhor posição |
| ------------------------------ | -------------- |
| Itália (FIMI)                  | 84             |
| Reino Unido (OCC)              | 43             |
| Estados Unidos (Billboard 200) | 129            |

## Certificações
| Região            | Certificação | Vendas  |
| ----------------- | ------------ | ------- |
| Itália (FIMI)     | Platina      | 50.000  |
| Reino Unido (BPI) | Platina      | 300.000 |